# Moggerhanger
Moggerhanger è un paese di 636 abitanti della contea del Bedfordshire, in Inghilterra.